# Schloss Ploskovice

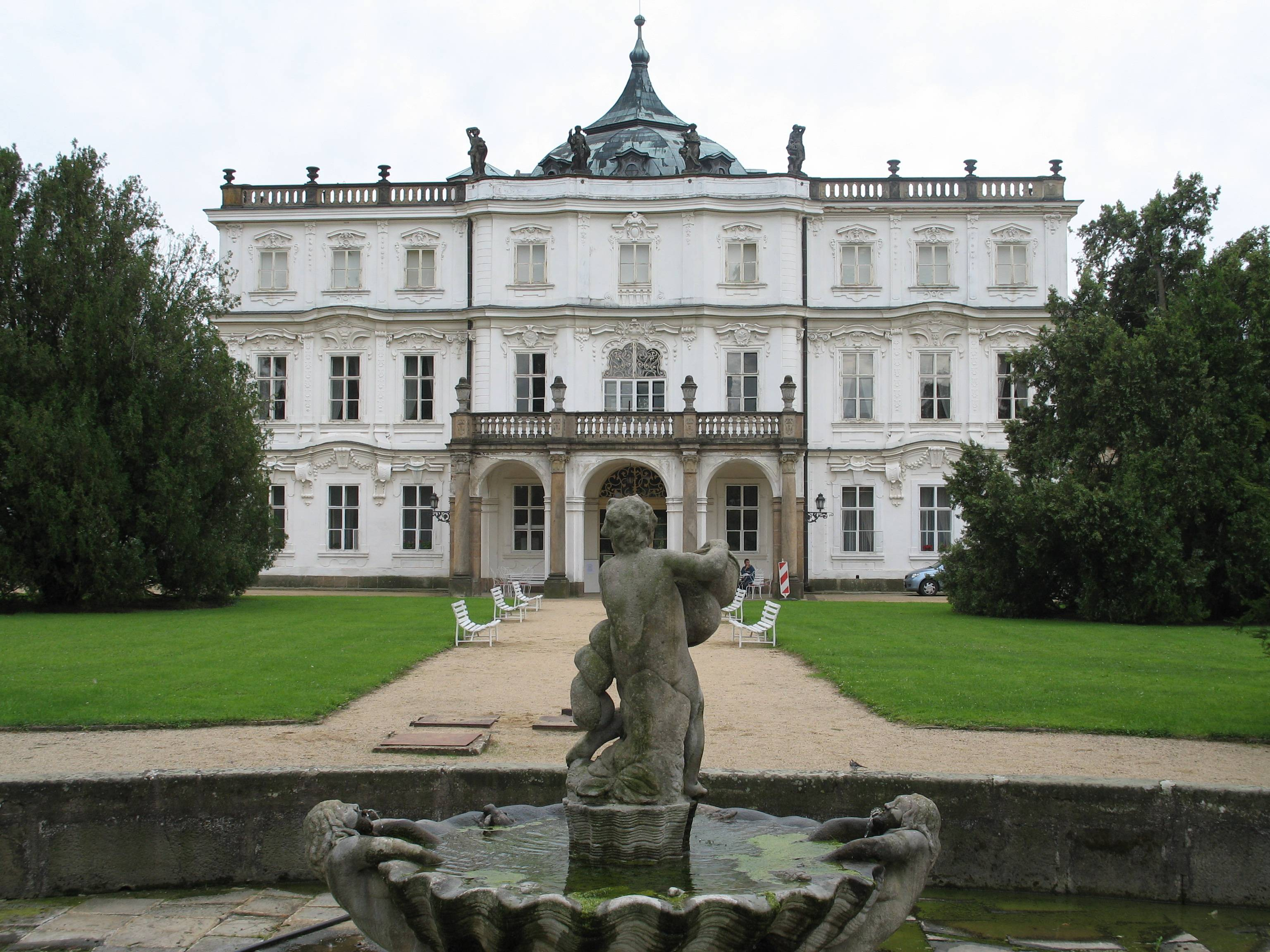
Schloss Ploskovice – Front

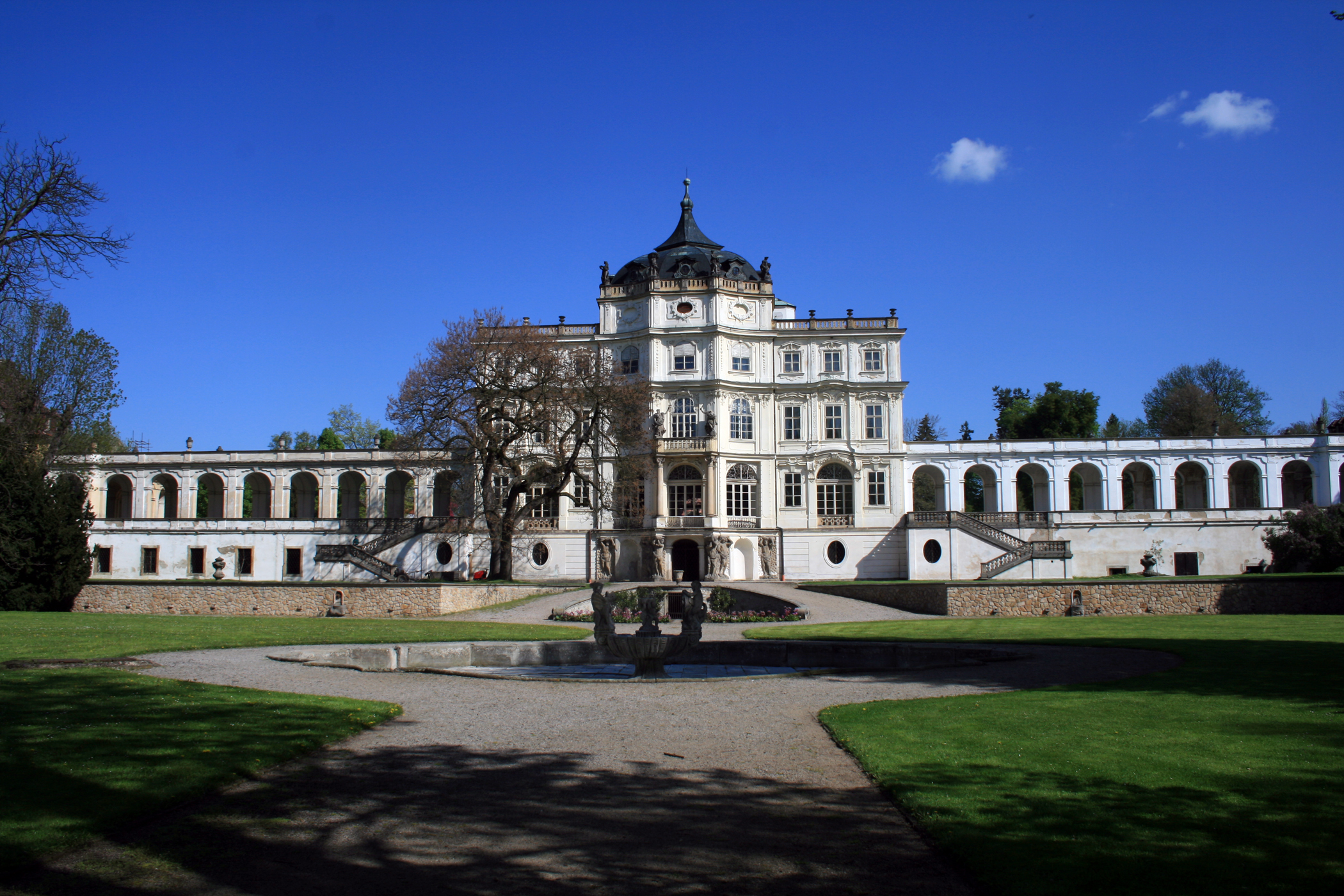
Schloss Ploskovice – Parkseite

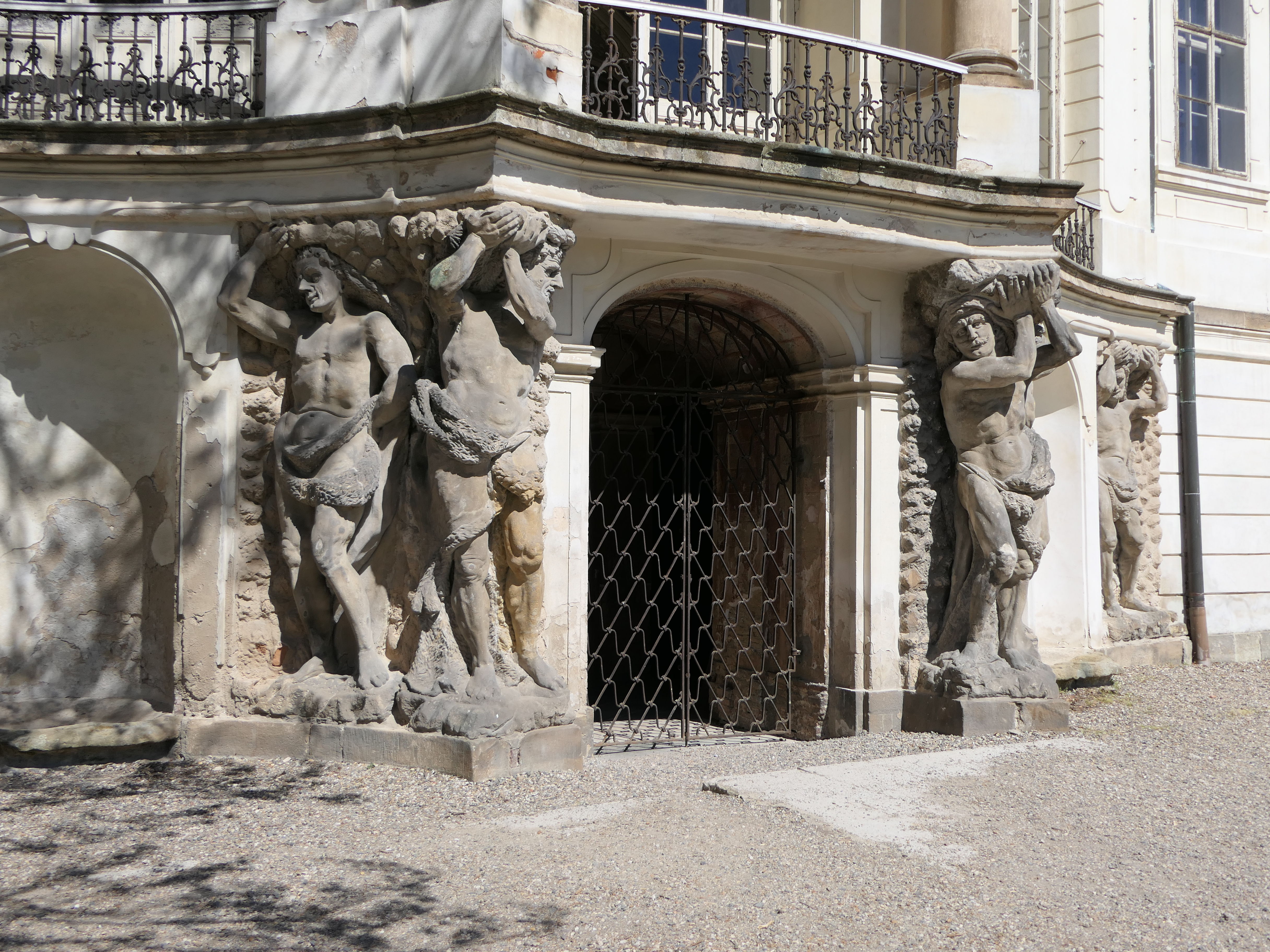
Grotteneingang

Schloss Ploskovice (deutsch Ploschkowitz) ist ein Schloss in Tschechien. Es liegt in Ploskovice am Fuß des Böhmischen Mittelgebirges in Nordböhmen.

## Geschichte
Das Schloss Ploschkowitz steht an der Stelle einer ehemaligen Kommende, die der Adelige Hroznata im Jahr 1188 dem Johanniterorden schenkte, in dessen Besitz es bis zu den Hussitenkriegen blieb. 1436 erhielt die Kommende der ehemalige hussitische Hauptmann Jakubek von Wřesowitz, dessen Nachkommen sie als Burg befestigten und sich nach Ploschkowitz benannten. Nach einer Bauernrebellion gegen Adam Ploschkovsky von Drahonitz unterstellten sich die Bauern dem Ritter Dalibor von Kozojedy, der 1498 zum Tode verurteilt wurde. Sein Schicksal benutzte Bedřich Smetana als Vorlage für das Libretto der Oper Dalibor.
Obwohl es im 16. Jahrhundert häufige Besitzwechsel gab, wurde die Burg zwischen 1545 und 1575 in ein Schloss umgebaut. Im Dreißigjährigen Krieg mehrfach abgebrannt, wurde es durch die Grafen Schlick renoviert, musste jedoch schon 1663 an Herzog Heinrich von Sachsen-Lauenburg verkauft werden. Seine Tochter Anna Maria Franziska, die in zweiter Ehe mit Gian Gastone de’ Medici, Großherzog von der Toskana, verheiratet war, ließ neben dem alten Schloss, das 1816 abgerissen wurde, eine Sommerresidenz errichten. Die Pläne dafür sind verschollen. Als Architekten werden Octavio Broggio, Václav Špaček oder Kilian Ignaz Dientzenhofer angenommen.
Durch Erbfall gelangte Ploschkowitz an den Wittelsbacher Kurfürsten von Pfalz-Bayern und Zweibrücken, Maximilian Josef IV., der jedoch nach der Erhebung Bayerns zum Königreich im Jahre 1806 auf Ploschkowitz zugunsten des Habsburger Erzherzogs Ferdinand von Salzburg verzichten musste. Dieser wurde 1813 Großherzog der Toskana, 1835 als Ferdinand I. von Habsburg Kaiser von Österreich und 1836 König von Böhmen. Nach seiner Abdankung 1848 wählte er Ploschkowitz zu seiner Sommerresidenz, die nach seinem Tod 1875 sein Neffe, Kaiser Franz Joseph I., erbte.
1918 wurde Ploschkowitz durch den neu gegründeten tschechoslowakischen Staat konfisziert und als Residenz des tschechoslowakischen Außenministeriums genutzt. Ab 11. April 1940 beherbergte es die Nationalpolitische Erziehungsanstalt Sudetenland.
Nach 1945 war im Schloss eine Grundschule und die Verwaltung eines Staatsgutes untergebracht. Ab 1952 begann die staatliche Denkmalpflege mit verschiedenen Restaurierungsarbeiten. Zwischen 1956 und 1958 fand die Restaurierung der Gemälde von Josef Navrátil statt. Seit den sechziger Jahren des 20. Jahrhunderts ist das Schloss als Museum und Veranstaltungsort der Öffentlichkeit zugänglich.
Im Innern befinden sich Rokoko-Stuckaturen von Václav Levý und M. Effenberger und Wandmalereien des bedeutenden Künstlers der böhmischen Romantik Josef Navrátil. Das Schloss besitzt wertvolle historische Möbel, Bilder und Porzellan sowie Becher und Gläser aus der Glashütte in Haida. Mehrere Brunnen und eine künstliche Grotte zieren den Terrassengarten.
Das Schloss war 1995 Drehort für das Video zu Céline Dions Version des Liedes It's All Coming Back to Me Now.